# コミックノヴァ
コミックノヴァ（COMIC NOVA）は、一二三書房が運営するウェブコミック配信サイト。2021年2月28日開設。

## 概要
同社の小説レーベルであるサーガフォレスト、ブレイブ文庫、一二三文庫や「小説家になろう」などから厳選されたWeb小説のコミカライズ、オリジナルコミックの提供を行う事を目的として2021年2月28日に開設。
同年4月4日からはニコニコ静画でも連載を開始している。

## 連載中の作品
※2022年2月現在。
- 雷帝と呼ばれた最強冒険者、魔術学院に入学して一切の遠慮なく無双する（原作：五月蒼、キャラクター原案：マニャ子、作：こばしがわ）
- 神域の魔法使い ～神に愛された落第生は魔法学院へ通う～（原作：ケンノジ、作：：/XUEFEI）
- モブ高生の俺でも冒険者になればリア充になれますか?（原作：百均、キャラクター原案：hai、作：ジャギ）
- 黒エルフに飼われた俺のダンジョン生活 〜三食風呂と地獄つき〜（原作：サイトウケンジ(FIREWORKS)、構成：そよき、作：レルシー）
- 魔物を狩るなと言われた最強ハンター、料理ギルドに転職する ～好待遇な上においしいものまで食べれて幸せです～（原作：延野正行、キャラクター原案：だぶ竜、作：奥村浅葱）
- 夢の湯の、夢のような日々（原作：Peace、キャラクター原案：緒方てい、作：八幡）
- 異世界還りのおっさんは終末世界で無双する（原作：羽々音色、作：ダンタガワ）
- 処刑された聖女は死霊となって舞い戻る（原作：緒二葉、キャラクター原案：みなせなぎ、作：蚊）
- 新星のシキ（作：吉良悠）
- 魔王令嬢の教育係 ～勇者学院を追放された平民教師は魔王の娘たちの家庭教師となる～（原作：新人、キャラクター原案：巻羊、作：松原剛）
- 唯一無二の最強テイマー  ～国の全てのギルドで門前払いされたから、他国に行ってスローライフします～　（原作：赤金武蔵、キャラクター原案：LLLthika、作：田村紘一）
- 廃深（原作：qureate、キャラクター原案：乾和音、作：いづみななみ）

## 他サイトが初出の試し読み
- 白のネクロマンサー ～死霊王への道〜（原作：秀文、作：azumaya）
- 異世界の戦士として国に招かれたけど、断って兵士から始める事にした（原作：アネコユサギ、キャラクター原案：成瀬ちさと、作：CHIHIRO）
- ミリモス・サーガ　―末弟王子の転生戦記 （原作：中文字、キャラクター原案：岩崎美奈子、作：奥英樹）
- ロバストネス（作：佐藤由幸）
- くるくるまわせ!（作：佐久間力）
- ダンジョンバトルロワイヤル ～魔王になったので世界統一を目指します～（原作：ガチャ空、キャラクター原案：ベコー、作：なぎはしここ）